# Serbien und Montenegro beim Eurovision Song Contest
Teilnehmende Rundfunkanstalt

Erste Teilnahme
2004
Bisher letzte Teilnahme
2005
Anzahl der Teilnahmen
2 (nahm 2006 nur an der Abstimmung teil)
Höchste Platzierung
2 (2004)
Höchste Punktzahl
263 (2004)
Niedrigste Punktzahl
137 (2005)
Punkteschnitt (seit erstem Beitrag)
200,00
Punkteschnitt pro abstimmendem Land im 12-Punkte-System
5,48
Dieser Artikel befasst sich mit der Geschichte Serbien und Montenegros (auch Serbien-Montenegro) als Teilnehmer am Eurovision Song Contest.

## Teilnahme vor 2004
Von 1961 bis 1992 nahm der Staatenverbund als Teil der SFR Jugoslawien teil. Zum Zeitpunkt der letzten Teilnahme Jugoslawiens 1992 gehörten allerdings nur noch Serbien und Montenegro zu dem Land, so dass auch dieser Beitrag als erster serbisch-montenegrinischer bezeichnet werden kann. An der nationalen Vorentscheidung 1992 hatten jedoch auch noch Interpreten aus Bosnien-Herzegowina und Mazedonien teilgenommen.
Die nach dem Zerfall Jugoslawiens von Montenegro und Serbien gebildete Bundesrepublik Jugoslawien wurde von der EBU gesperrt und konnte von 1993 bis 2003 nicht am Eurovision Song Contest teilnehmen. Nach der Gründung von Serbien und Montenegro als Staatenbund durften die beiden ehemaligen Teilrepubliken 2004 an dem Wettbewerb wieder teilnehmen.

## Regelmäßigkeit der Teilnahme und Erfolge im Wettbewerb

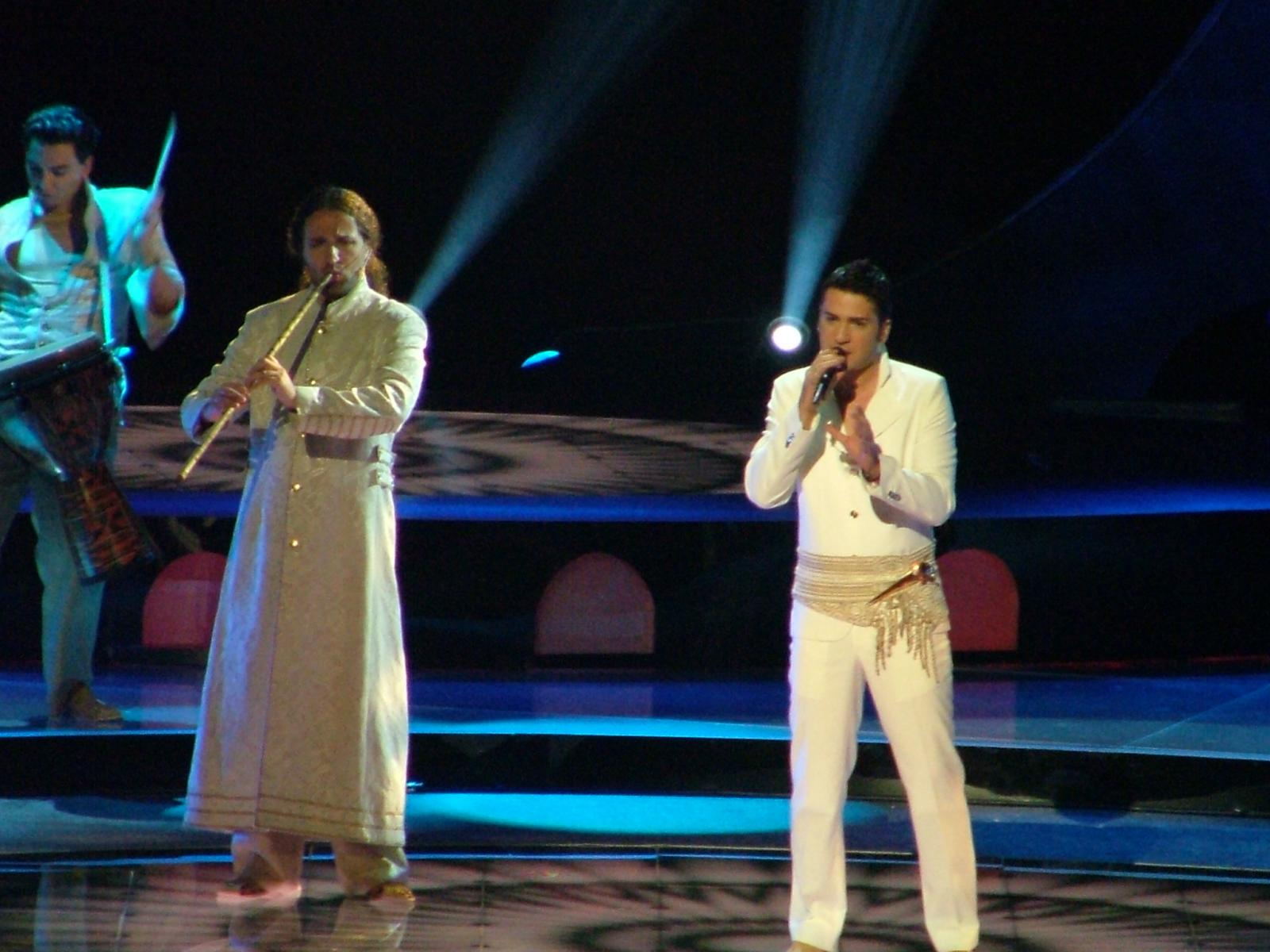
Željko Joksimović (rechts), belegte beim Debüt 2004 Platz 2 für das Land

Das Land nahm damit erstmals 2004 als Serbien und Montenegro an dem Wettbewerb teil. Zu diesem Zeitpunkt wurde erstmals ein Halbfinale vor dem Finale ausgetragen, an dem das Land als Debütant teilnahm. Dort erreichte Serbien und Montenegro den 1. Platz. Demnach konnte das Land am Finale teilnehmen und belegte dort am Ende hinter der ukrainischen Siegerin Ruslana Platz 2 mit 263 Punkten. Das Land hatte somit eines der erfolgreichsten Debüts seinerzeit im Wettbewerb. So nahm das Land 2005 erneut am Wettbewerb teil, musste aber wegen der guten Vorjahresplatzierung nicht am Halbfinale teilnehmen. Am Ende belegte die Band No Name dann Platz 7 im Finale. Nach diesen beiden erfolgreichen Teilnahmen war auch 2006 eine Teilnahme geplant. Nach Streitigkeiten in der Vorentscheidung wurde der bereits ausgewählte Beitrag 2006 zurückgezogen, allerdings nahm das Land trotzdem an der Abstimmung im Finale teil.
Der Staatenbund löste sich nach dem Eurovision Song Contest 2006 im Juni 2006 auf. Serbien und Montenegro senden seit 2007 jeweils eigene Beiträge beim Eurovision Song Contest ein.

## Liste der Beiträge
Farblegende:
– 1. Platz. 
– 2. Platz. 
– 3. Platz. 
– Punktgleichheit mit dem letzten Platz.
– ausgeschieden im Halbfinale/in der Qualifikation/im osteuropäischen Vorentscheid.
– keine Teilnahme/nicht qualifiziert.
| Jahr          | Interpret                                                          | Titel Musik (M) und Text (T)                                       | Sprache                                                            | Übersetzung                                                        | Finale                                                             | Finale                                                             | Halbfinale/ Qualifikation                                          | Halbfinale/ Qualifikation                                          | Nationaler Vorentscheid                                            |
| Jahr          | Interpret                                                          | Titel Musik (M) und Text (T)                                       | Sprache                                                            | Übersetzung                                                        | Platz                                                              | Punkte                                                             | Platz                                                              | Punkte                                                             | Nationaler Vorentscheid                                            |
| ------------- | ------------------------------------------------------------------ | ------------------------------------------------------------------ | ------------------------------------------------------------------ | ------------------------------------------------------------------ | ------------------------------------------------------------------ | ------------------------------------------------------------------ | ------------------------------------------------------------------ | ------------------------------------------------------------------ | ------------------------------------------------------------------ |
| 1993 bis 2003 | Von der EBU gesperrt                                               | Von der EBU gesperrt                                               | Von der EBU gesperrt                                               | Von der EBU gesperrt                                               | Von der EBU gesperrt                                               | Von der EBU gesperrt                                               | Von der EBU gesperrt                                               | Von der EBU gesperrt                                               | Von der EBU gesperrt                                               |
| 2004          | Željko Joksimović & Ad Hoc Orchestra                               | Lane moje M: Željko Joksimović; T: Leontina Vukmanović             | Serbisch                                                           | Mein Schatz (wörtl.: Mein Rehlein)                                 | 2 / 24                                                             | 263                                                                | 1 / 22                                                             | 263                                                                | Evropesma-Europjesma 2004                                          |
| 2005          | No Name                                                            | Zauvijek Moja M: Slaven Knezovic; T: Milan Perić                   | Montenegrinisch                                                    | Für immer mein                                                     | 7 / 24                                                             | 137                                                                | Direkt für das Finale qualifiziert                                 | Direkt für das Finale qualifiziert                                 | Evropesma-Europjesma 2005                                          |
| 2006          | No Name                                                            | Moja ljubavi M: Dalibor Nedović; T: Milan Perić                    | Montenegrinisch                                                    | Meine Liebe                                                        | Teilnahme zurückgezogen Nahm aber an der Abstimmung teil           | Teilnahme zurückgezogen Nahm aber an der Abstimmung teil           | Teilnahme zurückgezogen Nahm aber an der Abstimmung teil           | Teilnahme zurückgezogen Nahm aber an der Abstimmung teil           | Evropesma-Europjesma 2006                                          |
| seit 2007     | Keine Teilnahme mehr möglich Aufspaltung in Serbien und Montenegro | Keine Teilnahme mehr möglich Aufspaltung in Serbien und Montenegro | Keine Teilnahme mehr möglich Aufspaltung in Serbien und Montenegro | Keine Teilnahme mehr möglich Aufspaltung in Serbien und Montenegro | Keine Teilnahme mehr möglich Aufspaltung in Serbien und Montenegro | Keine Teilnahme mehr möglich Aufspaltung in Serbien und Montenegro | Keine Teilnahme mehr möglich Aufspaltung in Serbien und Montenegro | Keine Teilnahme mehr möglich Aufspaltung in Serbien und Montenegro | Keine Teilnahme mehr möglich Aufspaltung in Serbien und Montenegro |

## Nationale Vorentscheide
Alle Beiträge Serbien und Montenegros wurden im Rahmen der Vorentscheidung Evropesma-Europjesma ermittelt. Die Auswahl erfolgte in Serbien mit dem Festival Beovizija und in Montenegro mit der Montevizija. Von den 10 Besten aus den jeweiligen Auswahlverfahren wurde dann anschließend im gemeinsamen Endauswahlverfahren Evropesma-Europjesma der Interpret für den Eurovision Song Contest ermittelt. Für den 2. Platz 2004 in Istanbul war das serbische Fernsehen RTS verantwortlich. Ein Jahr später 2005 in Kiew errang das montenegrinische Fernsehen TVCG den 7. Platz.
2006 gab es dann Unstimmigkeiten bei der gemeinsamen Vorentscheidung Evropesma-Europjesma. Die montenegrinische Jury wurde beschuldigt die serbischen Favoriten von Flamingosi feat. Luis zu boykottieren und stattdessen ihre Favoriten, die Gruppe No Name zu unterstützen. Nachdem man sich nicht auf einen gemeinsamen Teilnehmer für Serbien und Montenegro einigen konnte, zog sich das Land vom Eurovision Song Contest 2006 zurück; als Ersatz rückte Kroatien ins Finale auf.

## Sprachen
Das Land debütierte erst 2004, als keine Regel mehr bezüglich der Sprache des Liedes bestand. Somit stand es dem Land frei in welcher Sprache es auftritt. Trotzdem sang das Land bei seinen zwei Teilnahmen in seinen zwei Landessprachen. Denn da jeder der beiden Sender des Landes je einen Beitrag schickte, tauchte sowohl Serbisch (2004), als auch Montenegrinisch beim Song Contest auf.

## Kommentatoren und Punktesprecher
| Jahr | Kommentator         | Punktesprecher   |
| ---- | ------------------- | ---------------- |
| 2004 | Duška Vučinić-Lučić | Nataša Miljković |
| 2005 | Duška Vučinić-Lučić | Nina Radulović   |
| 2006 | Duška Vučinić-Lučić | Jovana Janković  |

## Punktevergabe
Folgende Länder erhielten die meisten Punkte von oder vergaben die meisten Punkte an Serbien und Montenegro (Stand: 2006):
| Die meisten im Finale vergebenen Punkte | Die meisten im Finale vergebenen Punkte | Die meisten im Finale vergebenen Punkte |
| Platz                                   | Land                                    | Punkte                                  |
| --------------------------------------- | --------------------------------------- | --------------------------------------- |
| 1                                       | Nordmazedonien                          | 27                                      |
| 2                                       | Griechenland                            | 25                                      |
| 2                                       | Kroatien                                | 25                                      |
| 4                                       | Bosnien und Herzegowina                 | 22                                      |
| 5                                       | Albanien                                | 16                                      |

| Die meisten im Finale erhaltenen Punkte | Die meisten im Finale erhaltenen Punkte | Die meisten im Finale erhaltenen Punkte |
| Platz                                   | Land                                    | Punkte                                  |
| --------------------------------------- | --------------------------------------- | --------------------------------------- |
| 1                                       | Kroatien                                | 24                                      |
| 1                                       | Österreich                              | 24                                      |
| 1                                       | Schweiz                                 | 24                                      |
| 4                                       | Bosnien und Herzegowina                 | 22                                      |
| 4                                       | Slowenien                               | 22                                      |

| Die meisten insgesamt vergebenen Punkte | Die meisten insgesamt vergebenen Punkte | Die meisten insgesamt vergebenen Punkte |
| Platz                                   | Land                                    | Punkte                                  |
| --------------------------------------- | --------------------------------------- | --------------------------------------- |
| 1                                       | Nordmazedonien                          | 59                                      |
| 2                                       | Kroatien                                | 42                                      |
| 3                                       | Bosnien und Herzegowina                 | 41                                      |
| 4                                       | Griechenland                            | 35                                      |
| 5                                       | Ukraine                                 | 25                                      |

| Die meisten insgesamt erhaltenen Punkte | Die meisten insgesamt erhaltenen Punkte | Die meisten insgesamt erhaltenen Punkte |
| Platz                                   | Land                                    | Punkte                                  |
| --------------------------------------- | --------------------------------------- | --------------------------------------- |
| 1                                       | Kroatien                                | 36                                      |
| 1                                       | Österreich                              | 36                                      |
| 1                                       | Schweiz                                 | 36                                      |
| 4                                       | Bosnien und Herzegowina                 | 34                                      |
| 4                                       | Slowenien                               | 34                                      |

### Vergaben der Höchstwertung
Seit dem Debüt 2004 vergab Serbien und Montenegro die Höchstpunktzahl im Halbfinale sowie im Finale an drei verschiedene Länder, davon erhielt jedes Land gleich häufig die Höchstpunktzahl.
| Höchstwertung (Finale) | Höchstwertung (Finale)                                         | Höchstwertung (Finale)                                         |
| Jahr                   | Land                                                           | Platz (Finale)                                                 |
| ---------------------- | -------------------------------------------------------------- | -------------------------------------------------------------- |
| 2004                   | Nordmazedonien                                                 | 14                                                             |
| 2005                   | Griechenland                                                   | 1                                                              |
| 2006                   | Bosnien und Herzegowina                                        | 3                                                              |
| seit 2007              | Keine Teilnahme mehr möglich Aufspaltung in die Teilrepubliken | Keine Teilnahme mehr möglich Aufspaltung in die Teilrepubliken |

| Höchstwertung (Halbfinale) | Höchstwertung (Halbfinale)                                     | Höchstwertung (Halbfinale)                                     |
| Jahr                       | Land                                                           | Platz (Halbfinale)                                             |
| -------------------------- | -------------------------------------------------------------- | -------------------------------------------------------------- |
| 2004                       | Nordmazedonien                                                 | 10                                                             |
| 2005                       | Kroatien                                                       | 4                                                              |
| 2006                       | Bosnien und Herzegowina                                        | 2                                                              |
| seit 2007                  | Keine Teilnahme mehr möglich Aufspaltung in die Teilrepubliken | Keine Teilnahme mehr möglich Aufspaltung in die Teilrepubliken |